# Joanna Soszyńska-Budny
Joanna Soszyńska-Budny (ur. 27 listopada 1975 w Koszalinie) – doktor habilitowany nauk technicznych, profesor nadzwyczajny Uniwersytetu Morskiego w Gdyni.

## Życiorys
Absolwentka Wydziału Fizyki i Matematyki Uniwersytetu Gdańskiego z roku 1999. W 2000 rozpoczęła pracę w Wyższej Szkole Morskiej jako asystent w Katedrze Matematyki Wydziału Nawigacyjnego, od 2007 jest adiunktem w tejże Katedrze.
W 2007, w Instytucie Badań Systemowych PAN obroniła pracę doktorską Analiza niezawodności systemów w zmiennych warunkach eksploatacji. W 2013 habilitowała się w Instytucie Badań Systemowych PAN na podstawie pracy Niezawodność i bezpieczeństw o złożonych systemów technicznych. Od 2013 jest profesorem nadzwyczajnym Uniwersytetu Morskiego w Gdyni.
Oprócz pracy jako wykładowca matematyki, statystyki oraz niezawodności i bezpieczeństwa systemów transportowych Joanna Soszyńska-Budny prowadzi badania, których tematyką jest modelowanie niezawodności, bezpieczeństwa i gotowości systemów złożonych w zmiennych warunkach eksploatacyjnych oraz ich praktycznych zastosowań w transporcie morskim i portowym.
Wyniki badań przedstawia w publikacjach oraz na konferencjach międzynarodowych. Według danych z 2012 (przed habilitacją) z bazy Harzing’s Publish or Perish, jej publikacje były cytowane 184 razy, a Indeks Hirscha wynosił 7.
Dwukrotnie (2007, 2010) otrzymała Nagrodę Rektora, a w 2009 Nagrodę Dziekana Wydziału Nawigacyjnego dla najlepszego dydaktyka.